# Nguyên Trường

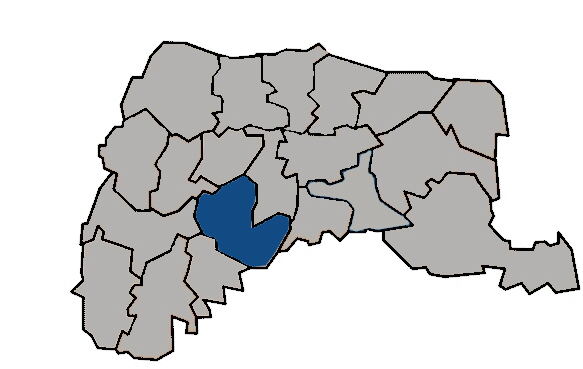
Vị trí tại Vân Lâm

Nguyên Trường (tiếng Trung: 元長鄉; bính âm: Yuánzhǎng Xiāng) là một hương (xã) của huyện Vân Lâm, tỉnh Đài Loan, Trung Hoa Dân Quốc (Đài Loan). Tổng diện tích của hương là 71,5872 km², dân số vào tháng 8 năm 2011 là 28.493 người thuộc 9.354 hộ gia đình, mật độ cư trú đạt 398 người/km².